# Geoffroy de Montbray
Geoffroy de Montbray (eller "Geoffrey of Mowbray", på engelsk) er den mest berømte biskop af Coutances. Han blev biskop i 1049 og rejste til Italien i 1050, hvor han traf medlemmer af Hauteville-slægten, hvis hjemby lå i hans bispedømme. De hjalp ham sammen med lokale adelsmænd med midler til at bygge en ny domkirke færdig, så den kunne indvies i 1056. Derefter spillede han en vigtig rolle ved at hjælpe Vilhelm Erobreren med at overbevise sine baroner om at deltage i invasionen af England i 1066. Som tak blev han belønnet med ikke mindre end 280 gårde eller godser, spredt over hele England. I det normanniske England var han mere kendt som kriger end som gejstlig.
I 1088 deltog han i oprøret mod Vilhelm Erobrerens søn Vilhelm 2., og da det slog fejl, flygtede han tilbage til Normandiet. Montbrays tid som biskop sluttede ved hans død, 2. februar 1093.
Biskoppens deltagelse i Englands erobring, specielt slaget ved Montacute i 1069, er beskrevet i romanen La Seconde Bataille, af den franske forfatter Erik S. Larsen